# Студенка (Смолевицький район)
Студенка (біл. вёска Студзёнка) — село в складі Смолевицького району Мінської області, Білорусь. Село підпорядковане Курганській сільській раді, розташоване в центральній частині області.